# Skålankare

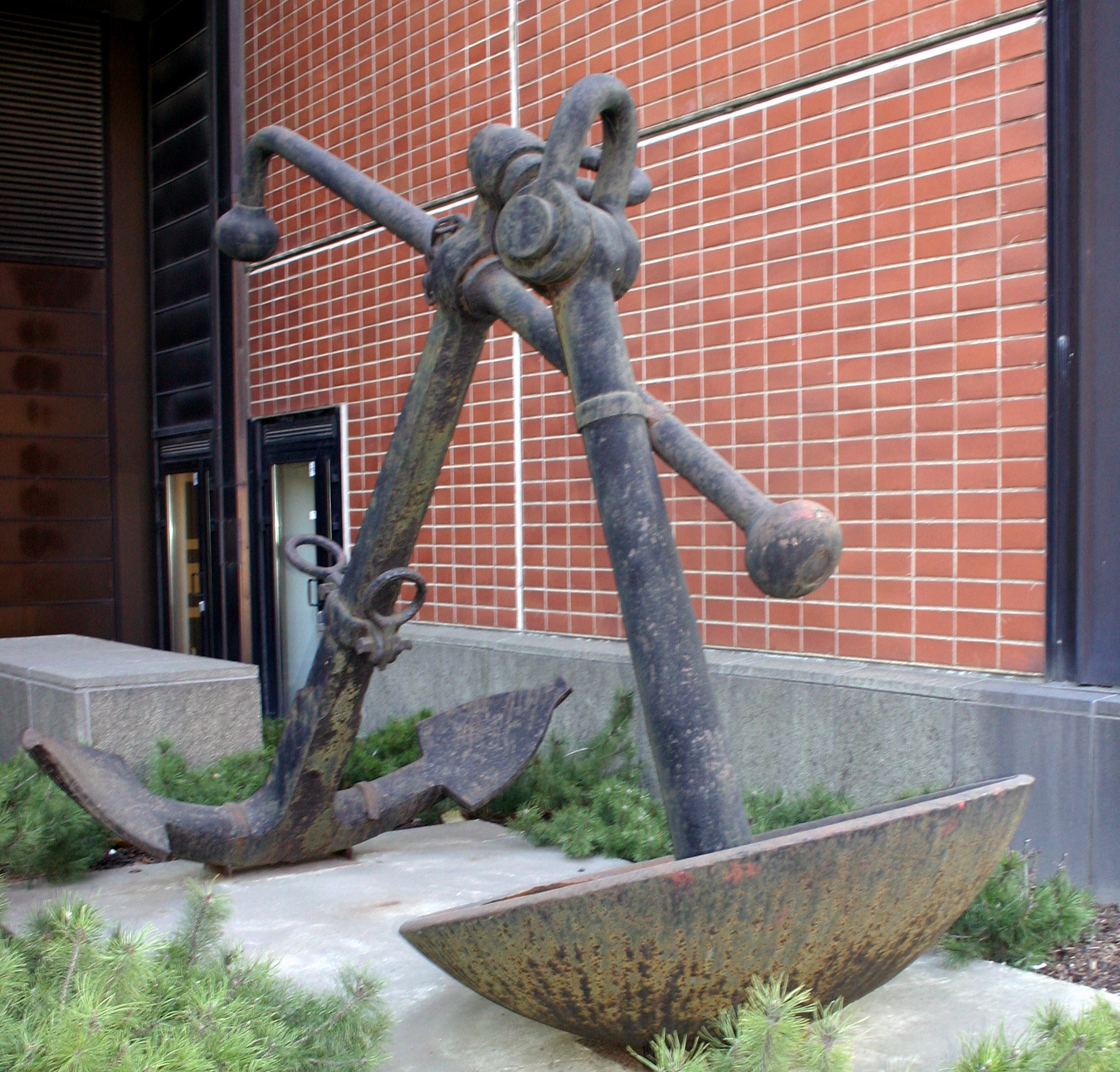
Fyrskeppet Storbrottens ankare och skålankare framför finska Sjöfartsverkets tidigare kontor i Helsingfors.

Skålankare är ett ankare som bland annat används för att förankra fyrskepp. Det består av en skålformad del av järn eller stål med en ankarlägg fastnitad i mitten och fungerar bäst på sandbottnar. Ankaret gräver sig långsamt ned i botten och används främst för permanent förankring.
Ankartypen, som härstammar från början av 1800-talet, användes första gången för att förankra den till fyrskepp ombyggda fiskebåten Pharos när Robert Stevenson byggde Bell Rock fyr. Den är speciellt lämpad för fartyg som utsätts för stormar från olika håll.